# Receptor CXCR4
Receptor CXCR4  (angl. C-X-C chemokine receptor type 4 = C–X-C kemokinski receptor tipa 4), tudi fuzin ali CD184 (označevalec pripadnosti 184) je beljakovina, ki jo zapisuje gen CXCR4. Receptorji CXCR4 se izražajo na površini različnih celic, vključno z različnimi podvrstami belih krvničk, krvotvornimi matičnimi celicami in nekrvotvornimi celicami, kot so endotelijske in epitelijske celice.

## Vloga
CXCR-4 je α-kemokinski receptor, specifičen za iz stromalnih celic pridobljen faktor 1 (SDF-1, angl. stromal-derived-factor-1), molekulo z močno kemotaktično aktivnostjo za limfocite.
Poleg privabljanja limfocitov na mesto vnetja, kaže, da imajo receptorji CXCR4 s svojim ligandom SFD-1 pomembno vlogo pri hematopoezi (tvorbi krvnih celic) in razvojnih procesih, kot so organogeneza, ožiljenje (vaskularizacija) in embriogeneza.
Receptor CXCR4 je tudi eden od kemokinskih receptorjev, ki jih virus HIV uporabi, da lahko okuži celice pomagalke (celice T CD4). Izolirani sevi virusa HIV, ki so zmožni pri okužbi celice izrabiti receptor CXCR4, se imenujejo T-celično tropni izolati. Praviloma so ti virusi zaznavni pozno v poteku okužbe. Ni znano, ali je pojav virusov HIV, ki uporabljajo pri inficiranju celic receptor CXCR4, posledica ali vzrok imunske pomanjkljivosti.
V endometriju (maternični sluznici) se količina receptorjev CXCR4 povečuje v času ugnezditvenega okna (faza pripravljenosti endometrija na oploditev) tekom naravnega ali s hormonskim nadomestnim zdravljenjem uravnavanega cikla. Obstajajo domneve, da je vključen v adhezijsko fazo ugnezditve oplojenega jajčeca.
SFD-1, ligand receptorja CXCR4, je pomemben tudi za zaostajanje krvotvornih matičnih celic v kostnem mozgu ter njihovo fazo mirovanja. Do nedavneda je veljalo, da je receptor CXCR4 specifičen le za SFD-1 (sicer je za nekatere druge kemokinske receptorje značilno, da se nanje vežejo številni različni ligandi), vendar novejši dokazi kažejo, da je tudi ubikvitin naravni ligand receptorja CXCR4. Ubikvitin je majhna iz 76 aminokislin sestavljena konservativna beljakovina, značilna nasploh za evkariontske celice. Poznana je zlasti njegova znotrajcelična vloga, kjer ubikvitilacija (vezava ubikvitina) beljakovin le-te označi za razgradnjo s pomočjo ubikvitin-proteasomskega sistema. Dokazi na številnih živalskih modelih kažejo, da je ubikbitin protivnetni imunski modulator in endogeni nasprotnik molekul, ki spodbujajo vnetne poškodbe. It is speculated this interaction may be through CXCR4 mediated signalling pathways.

## Klinični pomen
Zdravila, ki zavirajo receptor CXCR4, mobilizirajo krvotvorne matične celice, da zapustijo kostni mozeg in odpotujejo v krvni obtok kot periferne krvne matične celice. Mobilizacija perifernih krvnih matičnih celic je pomembna pri presaditvi krvotvornih matičnih celic (ki pomeni alternativo presaditvi kirurško pridobljenega kostnega mozga) in se trenutno dosega z uporabo zdravil, kot je G-CSF. Pleriksafor je zdravilo, ki je bilo nedavno odobreno za rutinsko klinično uporabo in je neposredni blokator receptorja CXCR4. Je zelo učinkovit spodbujevalec mobilizacije krvotvornih matičnih celic.